# Sofra (restaurant)

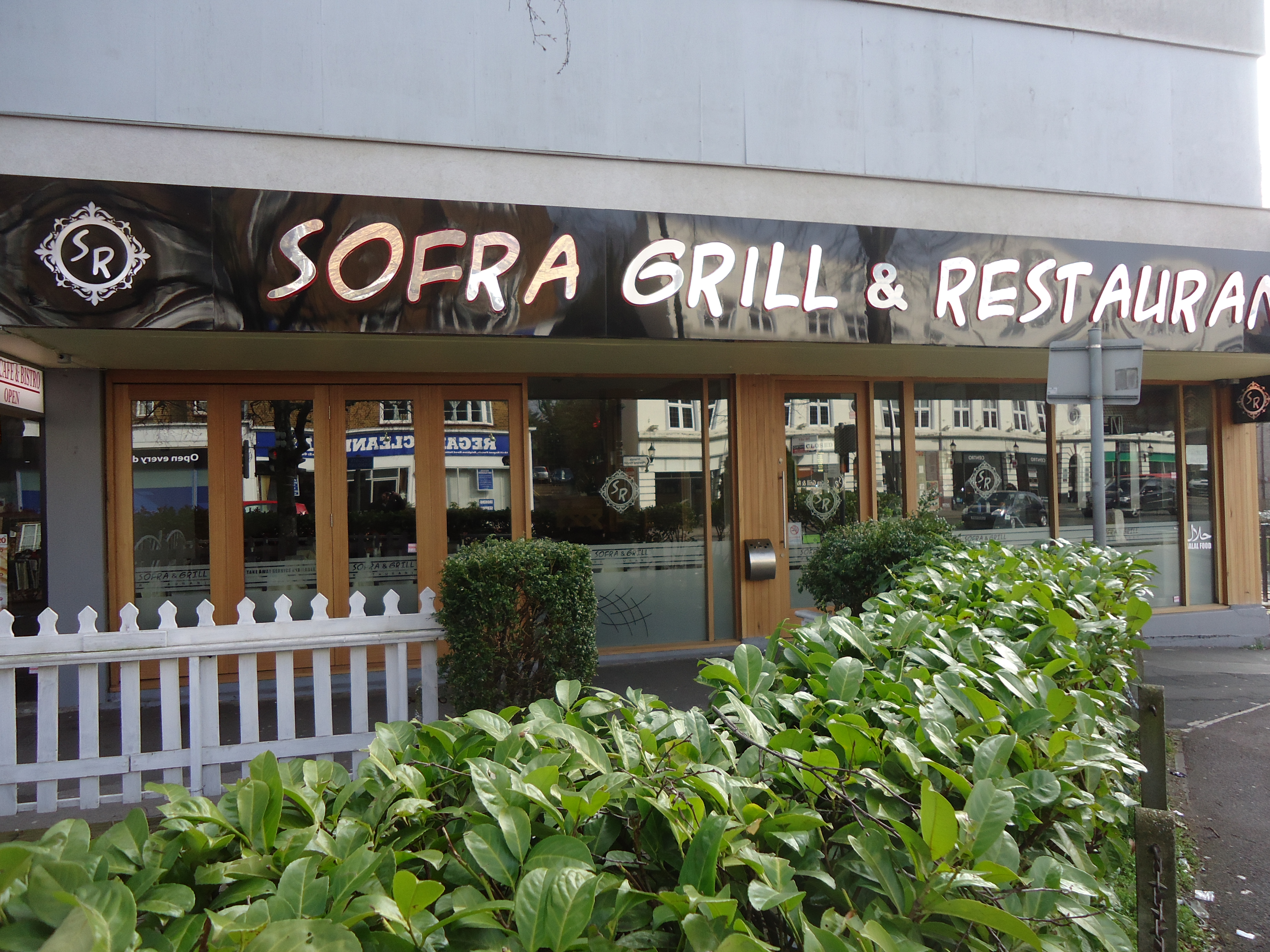
Restaurant Sofra a Sutton, Surrey

Sofra és una cadena de restaurants a Londres, Regne Unit, especialitzada en cuina turca. També té un local a Istanbul. El seu xef és Hüseyin Özer. Va ser establert el 1981 com un petit restaurant, i va esdevenir més tard una cadena de restaurants, que actualment és present a Covent Garden, Mayfair i St Christopher's Place, a Oxford Street. Els restaurants Sofra són considerats entre els 10 millors restaurants de cuina turca fora de Turquia, en una llista publicada pel diari Hürriyet.
Els restaurants tenen una decoració simplista. Özer indica que la raó per la qual no hi ha quadres a les parets i tampoc no hi ha música es basa en el fet que «els seus convidats es distingeixen pel fet que els agrada un bon àpat, i se'n van a les galeries d'art o sales de música quan volen gaudir del millor de l'art o de la música».
S'hi serveix cuina típica turca i de l'Orient Mitjà, com ara meze i amanides servides com entrant principal, es fregeixen albergínies, börek (pastissos farcits al forn), falafel (fregits en bola fets de cigrons de terra, faves, fesols cavalls), la graella sucuk a més de fava, cacık (cogombre amb iogurt, menta seca i oli d'oliva), hummus (cuits, puré de cigrons barrejats amb pasta de sèsam, l'all en oli d'oliva), "abugannuc" (puré d'albergínia barrejada amb pebre vermell, all en oli d'oliva), tabule (bulgur, tomàquet, cogombres, julivert finament picat amb la ceba, l'all en oli d'oliva). L'aperitiu, meze, més demanat és l'hummus i el plat, el piliç şiş (anticucho de pollastre).
Sofra va ser votat com el millor restaurant ètnic de Londres el 1994.
Hüseyin Özer posseeix també un restaurant de luxe, anomenat "Özer", que es troba a Oxford Circle, Londres. Es va anunciar que aquest restaurant es tancaria després de 14 anys d'existència el 20 de desembre 2013 a causa que el contracte d'arrendament no es va prorrogar. L'edifici on es troba el restaurant pertany a la reina Isabel II.